# Cybaeus longus
Espèce
Cybaeus longus est une espèce d'araignées aranéomorphes de la famille des Cybaeidae.

## Distribution
Cette espèce est endémique de Corée du Sud.

## Publication originale
- Paik, 1966 : Korean spiders of genus Cybaeus (Araneae, Argyronetidae). Korean Journal of Zoology, vol. 9, p. 31-38.